# To przychodzi po zmroku
To przychodzi po zmroku (ang. It Comes at Night) – amerykański horror z 2017 roku w reżyserii Treya Edwarda Shultsa, wyprodukowany przez wytwórnię Animal Kingdom. Główne role w filmie zagrali m.in. Joel Edgerton, Christopher Abbott, Carmen Ejogo, Kelvin Harrison Jr. i Riley Keough.
Premiera filmu odbyła się 9 czerwca 2017 w Stanach Zjednoczonych. W Polsce premiera filmu odbyła się 7 lipca 2017.

## Opis fabuły
Zabójczy śmiercionośny wirus dziesiątkuje całą ludzkość. Jedynym sposobem na przeżycie jest odizolowanie się od zakażonych. Aby ocalić swoją żonę Sarah i nastoletniego syna Travisa, Paul (Joel Edgerton) ukrywa się z bliskimi w domku w środku lasu. Drzwi i okna do chaty są starannie zabezpieczone, mimo to pewnej nocy do domu włamuje się Will, który tak jak Paul walczy o przetrwanie swojej rodziny.

## Obsada
- Joel Edgerton jako Paul
- Christopher Abbott jako Will
- Carmen Ejogo jako Sarah
- Kelvin Harrison Jr. jako Travis
- Riley Keough jako Kim
- Griffin Robert Faulkner jako Andrew
- David Pendleton jako Bud

## Produkcja
Zdjęcia do filmu kręcono w Woodstocku w Nowym Jorku.

## Odbiór

### Krytyka w mediach
Film To przychodzi po zmroku spotkał się z pozytywną reakcją krytyków. W serwisie Rotten Tomatoes 87% z 221 recenzji jest pozytywne a średnia ocen wynosi 7,3 na 10. Na portalu Metacritic średnia ocen z 43 recenzji wyniosła 78 punktów na 100.